# Hold It Against Me
«Hold It Against Me» —en español: «Mantenlo en mi contra»— es una canción dance pop con elementos dubstep interpretada por la cantante estadounidense Britney Spears e incluida originalmente en su séptimo álbum de estudio, Femme Fatale (2011). Es el primer sencillo del álbum. Su letra se basa en el encuentro sexual de una pareja en una discoteca. La canción fue compuesta por Bonnie McKee, Billboard, Dr. Luke y Max Martin, y producida por estos tres últimos, de los cuales los dos últimos son considerados como dos de los más prestigiosos de la industria,
El 10 de enero de 2011, Jive Records la estrenó como primer sencillo del álbum, antecediendo la publicación del mismo y marcando nuevas tendencias en la industria tras hacer una publicación radial y digital prácticamente simultánea. De este modo, «Hold It Against Me» fue el vigésimo quinto y el vigésimo séptimo sencillo de Spears en mercados como los Estados Unidos y el Reino Unido, respectivamente, y en un nuevo sencillo respaldado por el sueco Max Martin, quien había producido varios de sus trabajos anteriores, incluyendo «...Baby One More Time» (1998), y por Dr. Luke, quien había producido «Circus» (2008).
Su video musical fue dirigido por el sueco Jonas Åkerlund, con quien trabajó por primera vez, y cuenta con una historia metafórica y conceptual que muestra la llegada de la artista desde el espacio exterior a la Tierra para encontrar la fama y superar sus obstáculos. Las escenas principales la muestran realizando una coreografía con sus bailarines, la que fue creada por Brian Friedman, responsable de algunas de sus coreografías más icónicas y con quien volvió a trabajar después de varios años. El video también incorporó escenas de una lucha entre dos Spears como símbolo de una confrontación entre su vida pública y su vida privada. En respuesta, los críticos elogiaron sus conceptos artísticos y visuales, pero desaprobaron su publicidad por emplazamiento, además de elogiar el estilo dubstep de la canción y de catalogarla como una pieza contemporánea e influyente.
Tras su publicación, se convirtió en un nuevo éxito número uno en Canadá, Dinamarca, Finlandia, Nueva Zelanda y la Región Valona de Bélgica, y se situó entre los diez primeros lugares en Australia, España, Irlanda, Italia, Japón, Noruega, el Reino Unido, Suecia, Suiza y la Región Flamenca, además de recibir varias certificaciones por sus ventas. En su primera semana en Estados Unidos rompió récords en las radios y en ventas de descargas, tras lo cual debutó directamente como el cuarto número uno de Spears en la lista Billboard Hot 100, donde fue la segunda artista en la historia en conseguir dicha hazaña con más de uno de sus sencillos. Hasta julio de 2016, «Hold It Against Me» vendió 1,6 millones de descargas en el país.

## Antecedentes

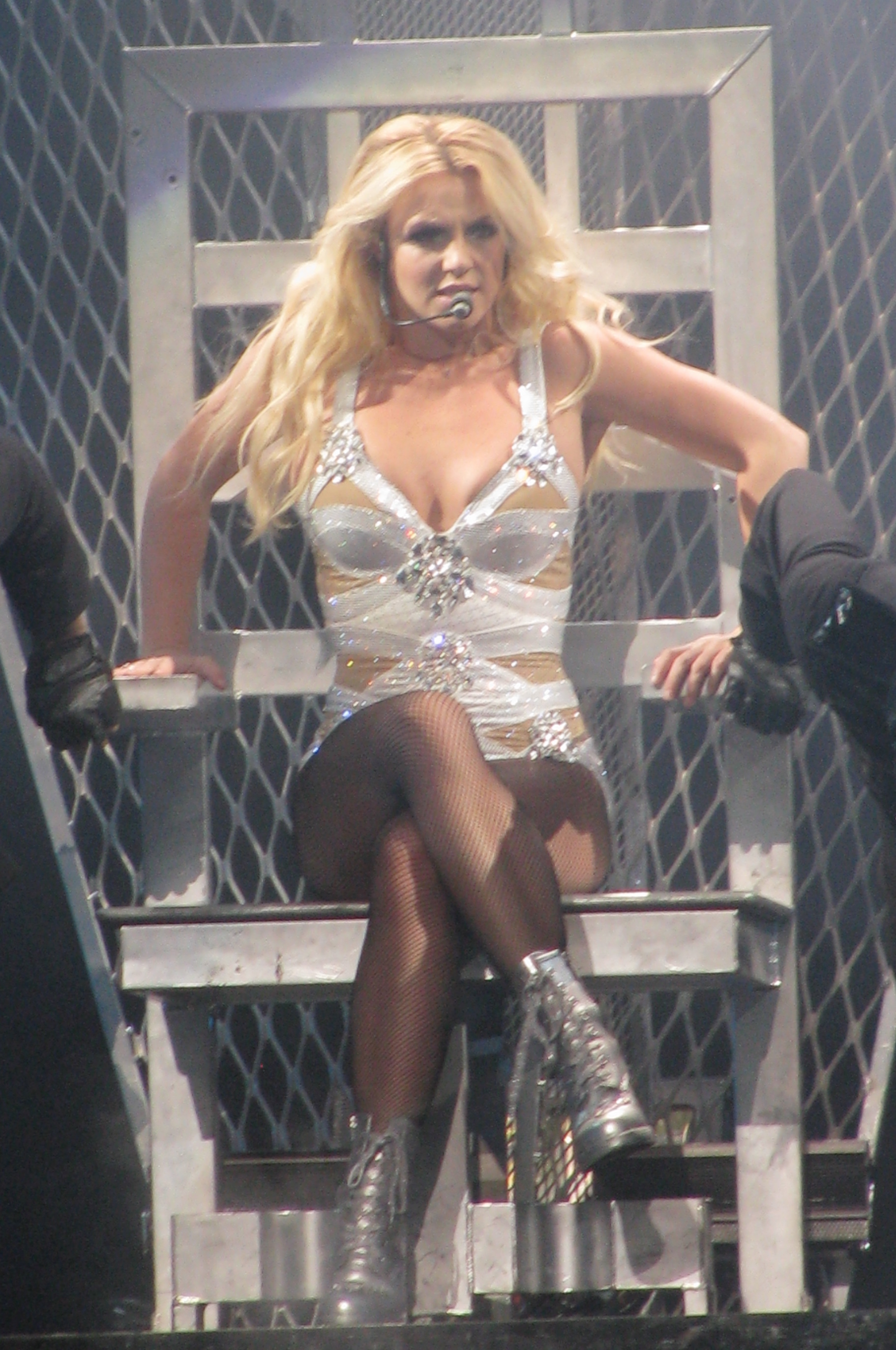
Spears interpretando «Hold It Against Me» en la gira Femme Fatale Tour (2011).

El 2 de diciembre de 2010, la cantante anunció que publicaría su séptimo álbum de estudio en marzo de 2011. Para entonces, Dr. Luke, uno de sus productores ejecutivos, había declarado que tendría un sonido más duro y más profundizado en la música electrónica. Días después, el sitio PopJustice sostuvo que el primer sencillo se titularía «Don't Hold It Against Me», tras lo cual varias letras falsas comenzaron a circular en Internet, lo que llevó a Dr. Luke a clarificar: «Nunca escribimos una canción titulada "Don't Hold It Against Me". Chicos, tengan cuidado con la información inexacta. Escribimos "Hold It Against Me", pero ninguna de esas letras es la letra de la canción».
Semanas más tarde, el productor dio a conocer que la guitarra que fue utilizada en la canción había sido donada como obra de caridad en Suecia y reveló las primeras palabras de la letra. Posteriormente, el 6 de enero de 2011, un demo interpretado por Bonnie McKee y producido por Riz se filtró en internet, lo que inmediatamente llevó a Spears y su equipo a asegurar que la canción era mucho mejor, a publicar la portada del sencillo y a confirmar que su estreno sería realizado dentro de cuatro días.
Por su parte, Riz dio a conocer que había sido víctima de hackers alemanes que filtraron el demo en Internet, descartó cualquier participación en los hechos y aseguró que las autoridades se encargarían de encontrar y sancionar a los responsables. De este modo, «Hold It Against Me» fue otro sencillo de Spears filtrado antes de su estreno, tras casos como los de «Gimme More» (2007) y «Womanizer» (2008).

### Creación
Tras comenzar a ser creada en el año 2010, «Hold It Against Me» permaneció en el poder de Dr. Luke y su equipo por un tiempo, pues deseaban asegurarse de que ésta no sonara como todo lo demás que habían hecho antes. En su afán, Dr. Luke le llevó la canción al letrista y productor canadiense Mathieu «Billboard» Jomphe, quien la terminó de crear coescribiéndola y coprodujéndola. Posteriormente, a la hora de ofrecerla a un artista, pensaron en la cantante estadounidense Katy Perry, mas no lo hicieron, pues consideraron que «Hold It Against Me» no era de su estilo. Finalmente, la canción fue ofrecida a Britney Spears, quien la grabó el viernes 12 de noviembre de 2010 y quien la catalogó como un «monstruo». Dieciséis días después, la canción fue enviada a Serban Ghenea para ser mezclada. Al mes siguiente, la cantante estadounidense Myah Marie dio a conocer que realizó los respaldos vocales de la canción.

### Productores
«Hold It Against Me» fue coescrita y producida por el dúo de compositores y productores conformado por el sueco Martin Karl «Max Martin» Sandberg y el estadounidense Lukasz «Dr. Luke» Gottwald, en conjunto al surgiente compositor y productor canadiense Mathieu «Billboard» Jomphe. Al respecto, Max Martin es considerado como el «padre musical» de Britney Spears, luego de haber trabajado con la cantante desde 1998, año en el que escribió y produjo a su exitoso e icónico sencillo debut «...Baby One More Time». Además de ello, Max Martin también es considerado como el mentor y colaborador de Dr. Luke, cuyo prestigio en la industria musical surgió, principalmente, en torno a las carreras de las cantantes Katy Perry, Ke$ha y Avril Lavigne. Por su parte, el trabajo anterior de Dr. Luke con Britney Spears, incluye su contribución en varias canciones de su sexto álbum de estudio, Circus, incluyendo a su sencillo del mismo nombre.
Paralelamente, «Hold It Against Me» también fue coescrita por la exitosa compositora estadounidense Bonnie McKee, quien entonces se preparaba para debutar como cantante. Ello, tras haber cobrado prestigio como compositora en el año 2010, luego de coescribir, junto a Max Martin y Dr. Luke, a los éxitos «California Gurls» y «Teenage Dream» de Katy Perry, y «Dynamite» de Taio Cruz.

## Carátula
La fotografía de la carátula de sencillo de «Hold It Against Me», fue tomada por el fotógrafo estadounidense Randee St. Nicholas. Ella fue desprendida de la sesión que el fotógrafo le realizó a Britney Spears para Femme Fatale.

## Composición

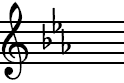
«Hold It Against Me» fue compuesta en la tonalidad Do menor.

«Hold It Against Me» fue compuesta por el cuarteto conformado por Bonnie McKee, Lukasz «Dr. Luke» Gottwald, Martin Karl «Max Martin» Sandberg y Mathieu «Billboard» Jomphe-Lepine. Ésta está compuesta en compás de 4/4 y en la tonalidad Do menor. Por su parte, el rango vocal de Britney Spears se extiende desde la nota G3 hasta la nota C5.
Respecto a la letra de «Hold It Against Me», ésta trata sobre la cantante que se encuentra en una discoteca seduciendo a un chico emocional y sexualmente, mientras tocan su canción favorita. Por su parte, su frase principal corresponde a la última frase de su coro, la que dice: «If I said I want your body now, would you hold it against me? —en español: Y si digo que quiero tu cuerpo ahora, ¿me lo reprocharías?—».

## Lanzamiento

### Radial
En un comienzo, la revista Entertainment Weekly sostuvo que el primer estreno radial de «Hold It Against Me» sería realizado en Estados Unidos, el viernes 7 de enero de 2011. Al respecto, Sharon Dastur, directora del programa de la radio neoyorquina Z100, declaró a la revista:

Fue producida por Dr. Luke y Max Martin, y el ritmo que le han dado a Britney Spears es realmente único en comparación con otros artistas. Ésta cuenta con un infeccioso ritmo de bajo. Además, su coro es simplemente increíble. Será lanzada el 7 de enero.
Sharon Dastur

No obstante, días después Adam Leber, uno de los mánagers de Britney Spears, desmintió dicha información, mas sostuvo que el sencillo sería lanzado ese mismo mes. Finalmente, el mismo día en el que se filtró el demo de «Hold It Against Me», la cantante dio a conocer, a través de su cuenta de Twitter, que el estreno de este sería realizado el martes 11 de enero de 2011; mismo día en el que se estrenaría «H.A.M.» de Kanye West y Jay-Z, el que se perfilaba como otro sencillo altamente esperado en Estados Unidos.
Pese a los comunicados oficiales de Britney Spears y Jive Records, «Hold It Against Me» finalmente hizo su estreno el lunes 10 de enero de 2011. Ello, en el sitio web del popular conductor de televisión y locutor de radio Ryan Seacrest, a quien los mánagers de la cantante, Larry Rudolph y Adam Leber, le habían enviado el sencillo en exclusiva, tras la filtración de su demo en internet. Por su parte, la decisión de adelantar el estreno radial de «Hold It Against Me» fue tomada por la propia Britney Spears.
Tras todo, este asoló a las radios. Al respecto, Kevin McCabe, analista de la industria radial, sostuvo que, tan pronto como se estrenó, «Hold It Against Me» recibió una demanda considerable en las estaciones de radio de todo Estados Unidos, especialmente en las más influyentes del país, como Z100 y WXRK, de Nueva York, y KIIS y KAMP, de Los Ángeles. Ello llevó a que «Hold It Against Me» entonces batiera todos los récords anteriores por la cantidad de veces que fue rotada el día de su estreno en las estaciones de radio monitoreadas tanto por la empresa Mediabase como por su homóloga BDS. De acuerdo a éstas, aquel día el sencillo recibió cuantiosas 619 y 595 reproducciones, respectivamente, consiguiendo abarcar a una audiencia de 7,8 millones y convirtiéndose, de manera instantánea, en el sencillo entonces más demandado en estaciones de radio como KIIS de Los Ángeles.

### Digital
El lanzamiento digital de «Hold It Against Me» en Estados Unidos, fue realizado exclusivamente en la tienda iTunes, el martes 11 de enero de 2011; mismo día en el que se esperaba que se realizara su lanzamiento radial en el país, antes de haber sido adelantado de manera imprevista, y mismo día en el que se realizaron los lanzamientos digitales de otros dos sencillos que también se esperaba que recibieran una gran demanda en Estados Unidos: «H.A.M.» de Kanye West y Jay-Z, y «What the Hell» de Avril Lavigne. Por su parte, la exclusiva de iTunes se extendió por una semana, hasta el martes 18 de enero de 2011, día en el que «Hold It Against Me» también comenzó a estar disponible en todas las otras tiendas de ventas de descargas digitales del país.
El mismo martes 11 de enero de 2011, «Hold It Against Me» fue lanzada en casi todas las tiendas iTunes de alrededor del mundo. Tras ello y en menos de solo doce horas desde su lanzamiento, la canción alcanzó la cima de los rankings de ventas de descargas digitales de las tiendas de catorce países en los que había sido lanzada hasta entonces, número que aumentó, constantemente, a medida que ésta se encontraba disponible en otros países. El logro incluyó a los Estados Unidos, Suecia, Australia, Grecia, Suiza, Francia, Irlanda, Italia, Bélgica, Canadá, Dinamarca, Finlandia, Nueva Zelanda, Noruega, Portugal y España, entre otros como México. De manera particular, en Estados Unidos «Hold It Against Me» tardó menos de ocho horas en liderar el ranking de ventas de iTunes. Hasta entonces, solo una canción en la historia había tardado menos tiempo en conseguir registrar dicha hazaña. Ella había sido «Mine» de Taylor Swift, la que en el mes de agosto de 2010, tardó menos de seis horas en hacerlo. Con ello, «Hold It Against Me» se alzó como el sencillo más vendido de Britney Spears en su primer día en Estados Unidos, luego de registrar ventas de 150 mil descargas solo durante el día de su lanzamiento digital en el país.
Por su parte, en el Reino Unido su lanzamiento digital en iTunes originalmente había sido programado para el domingo 20 de febrero de 2011. No obstante, dado a su abrumadura demanda que le llevó a liderar los rankings de iTunes de otros diecinueve países, la fecha fue adelantada para el lunes 17 de enero de 2011; mismo día en el que el episodio Britney/Brittany de Glee fue transmitido por el canal de televisión E4 en el país.

## Recepción crítica

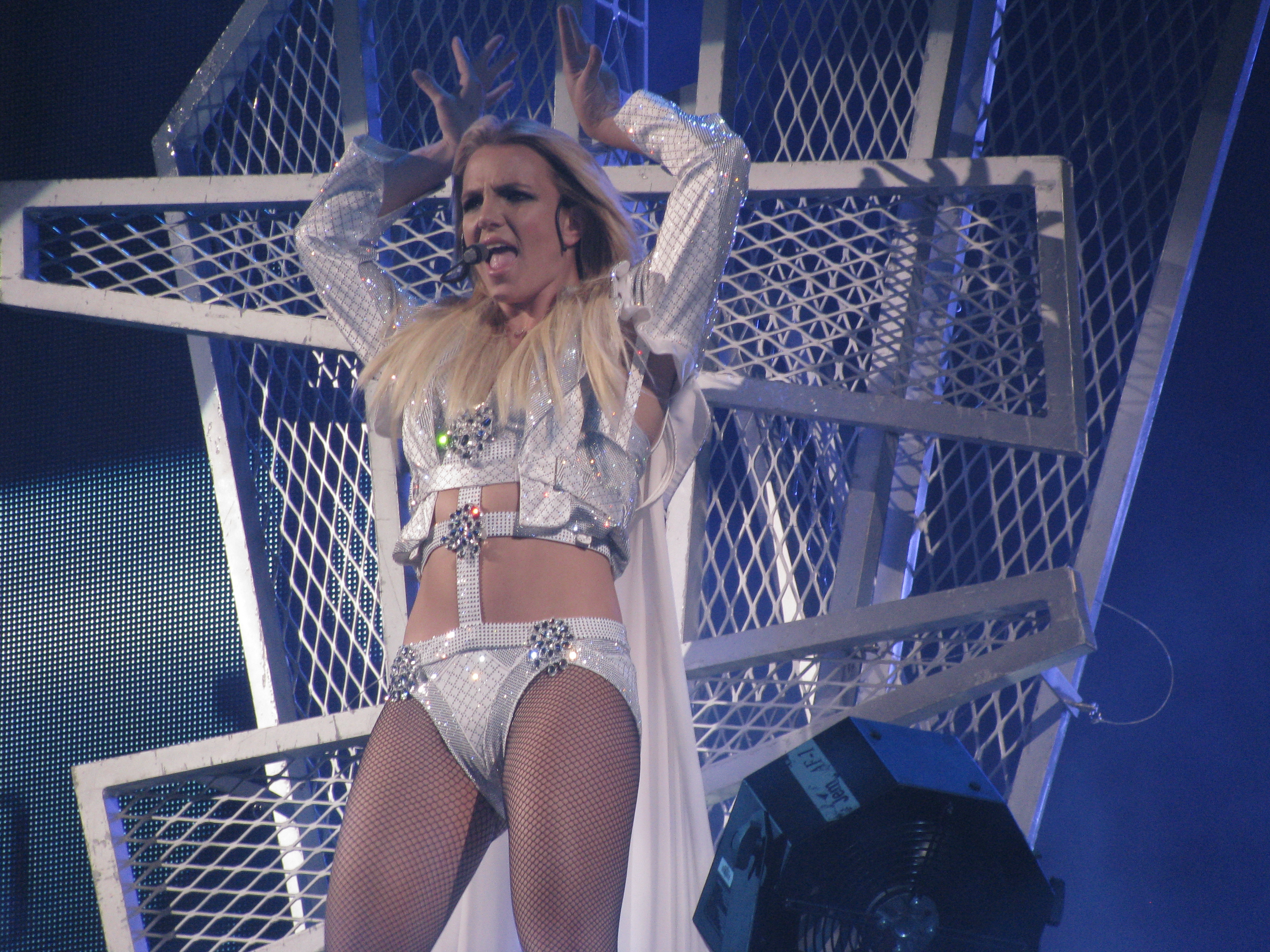
Britney Spears interpretando «Hold It Against Me» durante un número del Femme Fatale Tour.

En términos generales, «Hold It Against Me» ha sido ampliamente elogiada por los críticos, los que han señalado que promete cosas «grandiosas» para Femme Fatale, el séptimo álbum de estudio de Britney Spears. Al respecto, el editor Jem Aswad, de la revista estadounidense Billboard, sostuvo que ésta está balanceada entre versos destinados a los clubes nocturnos y coros muy pop, que melodicamente «llaman» al verso de «Thank You» de Dido, incluido en la canción «Stan» de Eminem. Además de ello, señaló que «Hold It Against Me» recuerda más a los últimos éxitos de los Black Eyed Peas, que a cualquier otro de los éxitos anteriores de Britney Spears.
De manera paralela, el editor Rob Sheffield, de la revista estadounidense Rolling Stone, sostuvo que «Hold It Against Me» es «totalmente Britney», pues está llena de impactos electrónicos agresivos y cuenta con un puente donde la cantante gime, sopla y manda besos al aire. Asimismo, sostuvo que ésta cuenta con toques europeos que catalogó de «cercanos» a «Dirty Deeds Done Dirt Cheap» de AC/DC y que no era difícil escuchar ciertas manipulaciones digitales de la voz de Britney Spears. Tras ello, señaló que «Hold It Against Me» recalca el oscuro uso de sintetizadores de Blackout, al que catalogó, posiblemente, como el álbum pop más influyente de los entonces últimos cinco años. Con todo, Rob Sheffield le evaluó con cuatro de cinco estrellas.

Rob Sheffield, de la revista Rolling Stone, catalogó «Hold It Against Me» como un sencillo «prometedor» y lo evaluó con cuatro estrellas.

Por su parte, el editor Nick Levine, del sitio británico Digital Spy, sostuvo que «Hold It Against Me» sirve como un recordatorio de que, con el sencillo adecuado, Britney Spears sigue siendo una de las estrellas pop más emocionantes del planeta. Además de ello, señaló que este es el corte de club más fuerte de la cantante, dado su palpitante sonido dance-pop, con influencias del trance, y con un coro que guiña un ojo a sus primeros éxitos. En definitiva, el editor le calificó con cinco estrellas, la máxima calificación del sitio.
Asimismo, Bill Lamb, guía del sitio About.com, sostuvo que, a diferencia de éxitos anteriores de la cantante, como «Womanizer» y «3», «Hold It Against Me» no se basa en trucos musicales para captar la atención, pues en su lugar es dance-pop sólido, caliente, completamente contemporáneo y sexy. Además de ello, señaló que, pese a que su único punto en contra es que su coro no suena realmente «legendario», este reúne, de manera efectiva, al sórdido sonido de Blackout con el pop más limpio de Circus. Con todo, Bill Lamb le catalogó de suficientemente «potente» como para figurar junto a los mejores éxitos anteriores de Britney Spears, como «...Baby One More Time» y «Toxic», y sostuvo que, con «Hold It Against Me», la cantante proporcionó un alto estándar de lo que será la música pop durante el año 2011, por lo que le evaluó con cuatro estrellas y media de cinco.
En una reseña más crítica, Brad Wete, de la revista Entertainment Weekly, sostuvo que «Hold It Against Me» es un «clásico» de Britney Spears, pues su interpretación vocal está «lejos de ser estelar». Además señaló que, aun así, este sirve como un buen accesorio para las producciones con influencias de la música europea que realizan Dr. Luke y Max Martin. Asimismo, sostuvo que, en términos líricos, «Hold It Against Me» no explora nuevos territorios, pues, a su juicio, se encuentra en punto entre «...Baby One More Time» y «I'm a Slave 4 U».

## Versiones de otros artistas
En 2013, McKee versionó «Hold It Against Me» como parte inicial de un popurrí con otros siete sencillos cocompuestos por ella: «Dynamite» de Taio Cruz, «C'Mon» de Kesha y «California Gurls», «Teenage Dream», «Last Friday Night (T.G.I.F.)», «Part of Me» y «Wide Awake» de Katy Perry.

## Rendimiento comercial
«Hold It Against Me» disfrutó de un gran éxito comercial tras su lanzamiento, especialmente en América Anglosajona, donde registró sus mayores logros comerciales. Por su parte, en Europa este debutó como un éxito N.º 1 en la Región Valona de Bélgica y en Dinamarca, y alcanzó rápidamente la misma posición en Finlandia. En el Reino Unido, el mercado de música más grande de Europa, «Hold It Against Me» debutó en la posición N.º 6 del ranking UK Singles Chart, el más importante del estado, donde se convirtió, instantáneamente, en el vigésimo primer éxito top 10 de Britney Spears, en solo doce años de carrera. Además de ello, debutó directamente como un éxito top 10 en la Región Flamenca de Bélgica y en España, Irlanda, Italia, Noruega, el Reino Unido, Suecia y Suiza. De manera paralela, se alzó como un top 20 instantáneo en Austria y los Países Bajos; rango que, sin embargo, no consiguió alcanzar en dos de los mercados de música más grandes del continente: Alemania y Francia. Asimismo, este se alzó como un top 10 instantáneo en Japón, el principal mercado de música de Asia. Ello, luego de alcanzar la posición N.º 8 del ranking semanal Japan Hot 100 de Billboard, donde se convirtió en el segundo éxito top 10 de Britney Spears, después de «Womanizer», desde que el ranking entró en funcionamiento en el año 2008.
En los dos principales mercados de música de Oceanía «Hold It Against Me» registró un gran éxito inicial. Al respecto, en Nueva Zelanda este debutó, directamente, como el cuarto éxito N.º 1 de Britney Spears, después de más de una década desde que la cantante registró su tercer N.º 1 en el país con «Oops!... I Did It Again». Por su parte, en Australia, el mercado de música más grande del continente, «Hold It Against Me» debutó como el décimo séptimo éxito top 10 de la artista en el ranking semanal Top 50 Singles de ARIA Charts, el más importante del país. No obstante, en su segunda semana, este se ubicó en la posición N.º 4 de dicho ranking, donde registró la posición más alta alcanzada en casi tres años por un sencillo de la cantante, desde que «Piece of Me» debutó y alcanzó la posición N.º 2 del mismo. Tras ello, «Hold It Against Me» fue certificado de Platino por el grupo comercial ARIA, a modo de acreditación de ventas legales de 70 mil copias en el país.
En Canadá «Hold It Against Me» debutó en la posición N.º 1 del ranking Canadian Hot 100 de Billboard, donde se convirtió en el cuarto éxito N.º 1 de Britney Spears, después de «Gimme More», «Womanizer» y «3». Paralelamente, se convirtió en el cuarto éxito que registró dicho debut en la historia del ranking, después de «Girlfriend» de Avril Lavigne, «Crack a Bottle» de Eminem con Dr. Dre y 50 Cent, y «California Gurls» de Katy Perry con Snoop Dogg.
Estados Unidos
En Estados Unidos, el mercado de música más grande a nivel mundial, "Hold It Against Me" debutó, la semana del 29 de enero de 2011, directamente en la posición N.º 1 del ranking Billboard Hot 100, donde se convirtió en el cuarto éxito N.º 1 de Britney Spears, después de "...Baby One More Time", "Womanizer" y "3". De manera paralela, "Hold It Against Me" se convirtió, después de "3", en el segundo sencillo de la cantante que debutó como tal, lo que convirtió a Britney Spears en la segunda artista que consiguió hacer debutar a más de uno de sus sencillos como un éxito N.º 1 en los 52 años de historia de la Billboard Hot 100. Ello, luego de que, entre los años 1995 y 1997, Mariah Carey hiciera debutar como tal a tres de sus sencillos: "Fantasy", "One Sweet Day" y "Honey". Por su parte, el debut de "Hold It Against Me" se debió a que, durante su primera semana en el país, este rompió récords en las radios y registró imponentes ventas de 411 mil descargas digitales, con lo que puso fin al apogeo de "Grenade" de Bruno Mars y "Firework" de Katy Perry. Con todo, "Hold It Against Me" se convirtió en el 18.º éxito que consiguió debutar en la posición N.º 1 de la Billboard Hot 100 y en el primero de ellos desde la semana del 13 de noviembre de 2010, en la que "We R Who We R" de Ke$ha debutó como tal. Por su parte, con "Hold It Against Me" Britney Spears se alzó como una de las siete artistas que han conseguido registrar éxítos N.º 1 en la Billboard Hot 100 durante tres décadas consecutivas.

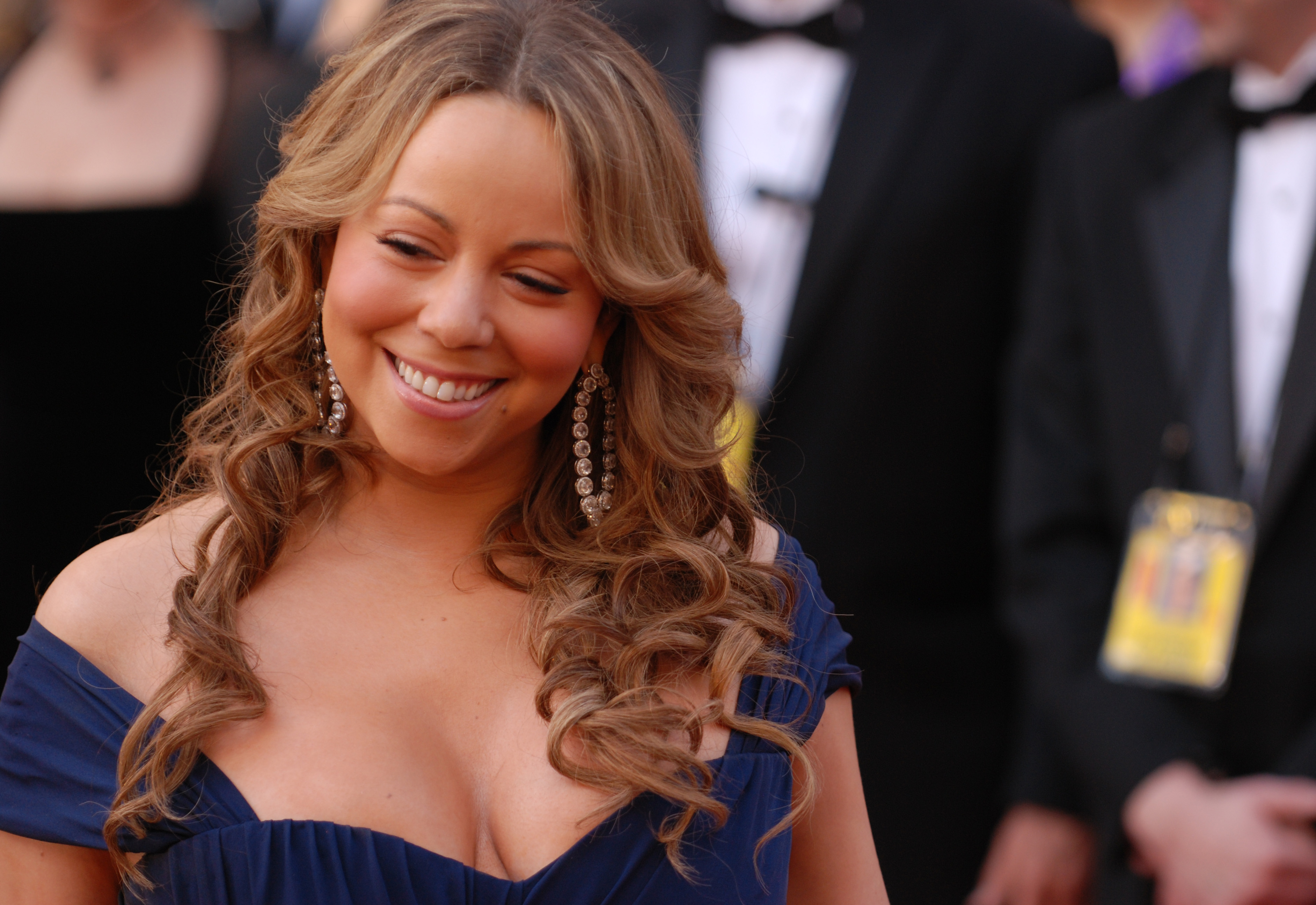
Después de Mariah Carey, Britney Spears se convirtió en la segunda artista que consiguió hacer debutar a más de uno de sus sencillos como un éxito N.º 1 en los 52 años de historia de la Billboard Hot 100.

Después de un masivo primer día de rotación en las radios, "Hold It Against Me" registró un imponente debut en el ranking semanal Pop Songs de Billboard. El logro se debió a que, durante su primera semana en las radios mainstream de Estados Unidos y de acuerdo a la empresa Nielsen BDS, "Hold It Against Me" recibió 4.071 reproducciones récords, las que entonces representaron a la mayor cantidad de reproducciones registrada por un sencillo debutante, en los 18 años de historia del ranking. Asimismo, durante dicho período el sencillo abarcó a una masiva audiencia de 36,4 millones, equivalente a la entonces 10.ª audiencia semanal más grande abarcada en la historia de las radios mainstream del país. Con todo, "Hold It Against Me" debutó en la posición N.º 16 del ranking Pop Songs, registrando uno de los debuts más altos en la historia del mismo. Todo ello, contribuyó a que "Hold It Against Me" debutara, con una masiva audiencia total de 45 millones, en la posición N.º 23 del ranking Radio Songs, donde registró el mejor debut hecho en casi tres años.
Por su parte, las 411 mil descargas que vendió "Hold It Against Me" durante su primera semana en Estados Unidos, le hicieron debutar como el quinto éxito N.º 1 de la cantante en el ranking Digital Songs de Billboard. Con ello, este registró la mayor venta semanal de descargas digitales alcanzada por una canción de Britney Spears en el país y se alzó, con creces y de manera temporal, como la canción de una artista femenina con mayores ventas digitales en su primera semana en Estados Unidos. Ello, tras desbancar a "Today Was a Fairytale" de Taylor Swift, la que a principios del año 2010 había vendido 325 mil descargas durante su primera semana en el país y le había arrebatado el récord a "Womanizer".
No obstante, cuatro semanas después, los récords radiales y digitales que registró "Hold It Against Me" durante su primera semana en Estados Unidos, fueron superados por los del éxito "Born This Way" de Lady Gaga, el que también debutó en la posición N.º 1 de la Billboard 100, mas luego de recibir 4.602 reproducciones en las radios mainstream y de vender 448 mil descargas digitales durante sus primeros días contabilizados por los respectivos rankings semanales del país.
Aunque las ventas de "Hold It Against Me" descendieron en las semanas siguientes, acumulando un total de más de 1,6 millones de descargas digitales; este continuó registrando logros radiales. En su segunda semana ascendió a la posición N.º 10 del ranking Pop Songs, con un incremento semanal de reproducciones de un 38%, convirtiéndose solo en la séptima canción, en la historia del ranking, que consiguió ingresar al top 10 del mismo en solo dos semanas. Para entonces, la última canción que había conseguido registrar dicha hazaña había sido "Just Lose It" de Eminem, la semana del 24 de octubre de 2004. Todo ello contribuyó a que "Hold It Against Me" ascendiera a la posición N.º 11 del ránkin Radio Songs, con una considerable audiencia total de 60,2 millones.
Pese a su caída en ventas de descargas digitales, en su tercera semana, "Hold It Against Me" ascendió a la posición N.º 7 del ranking Pop Songs, donde se alzó, nuevamente, como la canción con el mayor incremento semanal de reproducciones. Ello contribuyó a su ascenso a la posición N.º 9 del ranking Radio Songs, luego de registrar una considerable audiencia semanal de 74 millones. Todo le llevó a alzarse con el honor Airplay Gainer por segunda semana consecutiva en la Billboard Hot 100. De manera específica, "Hold It Against Me" tardó solo tres semanas en ingresar al top 10 del ranking Radio Songs, con lo que registró el ingreso más rápido alcanzado por un sencillo de Britney Spears en este top y el ingreso más rápido registrado en el mismo, desde la semana del 12 de enero de 2010, en la que el logro había sido conseguido, hasta entonces por última vez, por "California Gurls" de Katy Perry con Snoop Dogg. En definitiva, "Hold It Against Me" alcanzó la posición N.º 3 del ranking Pop Songs y la N.º 5 del ranking Radio Songs, donde marcó la posición más alta alcanzada por un sencillo de Britney Spears. Además, con una audiencia de 81 millones la semana del 19 de febrero de 2011, «Hold It Against Me» registró una de las mayores audiencias abarcadas por un sencillo de Britney Spears en las radios del país.
Paralelamente, la semana del 19 de marzo de 2011, dado a su considerable rotación en los clubes nocturnos del país, "Hold It Against Me" se convirtió en el sexto éxito N° 1 de Britney Spears en el ranking Dance/Club Play Songs, después de "Me Against the Music", "Toxic", "Gimme More", "Piece of Me" y "Brak the Ice". A su vez, los visitantes del sitio web de la revista de música Billboard la catalogaron como su canción favorita de la primera mitad del año 2011. Además, de acuerdo a un sondeo realizado por Billboard en 2012, ésta fue votada como la canción número uno favorita de los lectores, de los últimos dos años.

## Video musical

### Rodaje
El video musical de "Hold It Against Me" fue rodado los días sábado 22 y domingo 23 de enero de 2011, en los Paramount Studios de la ciudad estadounidense de Los Ángeles. Ello, bajo la dirección del director sueco Jonas Åkerlund, quien ha dirigido videos musicales icónicos como "Ray of Light" de Madonna y "Telephone" de Lady Gaga con Beyoncé, y quien trabajó por primera vez con Britney Spears. Por su parte, la coreografía del video musical fue creada por el coreógrafo estadounidense Brian Friedman, quien trabajó nuevamente con la cantante, luego de haber creado las coreografías del Dream Within a Dream Tour y del video musical de "I'm a Slave 4 U", junto al australiano Wade Robson, y las coreografías de los videos musicales de "Overprotected" The Darkchild Remix, "Boys" The Co-Ed Remix, "I Love Rock 'N' Roll", "Me Against the Music" y "Toxic". Para ello, el miércoles 22 de diciembre de 2010, Brian Friedman realizó una audición en Los Ángeles, con el objetivo de encontrar bailarinas y bailarines de lindos rostros y buenos cuerpos, de los cuales diez bailarines varones fueron seleccionados. Previo a su rodaje anticipó:

Este es un video musical bailable. Los ensayos se pueden volver muy pesados. Nos estamos yendo a la segura, aún no nos queremos matar, pero mientras se vaya acercando el día del rodaje, definitivamente nos lastimaremos la espalda. Hubo un momento en el que estabamos ensayando y le mostré a Britney un paso que quería que hiciera, y ella enloqueció... Es algo loco cuando vez algo así por primera vez, especialmente cuando has estado alejado de los estudios de baile por un año.
Brian Friedman

Respecto a los vestuarios utilizados por Britney Spears en el video musical, estos fueron ideados, co-ideados o codiseñados por la esposa de Jonas Åkerlund, la estilista y diseñadora B. Åkerlund; mientras que los peinados fueron realizados por el estilista de cabello Philip Carreón. Asimismo, Steven Ho, experto en artes marciales de Hollywood, guio a Britney Spears para el rodaje de las escenas de lucha, luego de ser contactado por el productor del video musical, Hagai Shaham. Por su parte, Britney Spears ensayó la coreografía durante seis semanas y, tras el primer día de grabación, sostuvo que creía que este sería uno de sus mejores videos musicales.
Tras el rodaje, Jonas Åkerlund declaró respecto a su experiencia personal de haber trabajado con Britney Spears:

Britney fue grandiosa durante todo el proceso. Al final del rodaje me dio el abrazo más cordial que he recibido de un artista y, por lo mismo, espero poder abrazarla muy pronto otra vez. He estado en este rubro durante el tiempo suficiente como para saber cuándo un artista se entrega por completo y, para mí, no hay nada mejor que eso. Este video musical va a ser jodidamente impresionante. Es completamente Britney.
Jonas Åkerlund

### Estreno
El estreno del video musical de "Hold It Against Me" fue realizado el día jueves 17 de febrero de 2011, a las 9:55 p. m. del tiempo del este; correspondiente al huso horario de Canadá y los Estados Unidos. Ello, de manera simultánea, a través de la cuenta de Britney Spears del sitio web de videos musicales Vevo y de la cadena estadounidense de televisión por cable MTV, donde el video musical fue visto por considerables 3,5 millones de televidentes el día de su estreno.

El video musical de "Hold It Against Me" fue estrenado por MTV, el jueves 17 de febrero de 2011.

No obstante, el domingo 23 de enero de 2011, antecediendo a su estreno y luego de su segundo y último día de rodaje, Britney Spears dio a conocer la primera imagen oficial del video musical. En ella la cantante aparece con hombreras rojas, mirando hacia atrás, con pelo rubio, largo y ondulado, y rodeada de un montón de micrófonos. Posteriormente, el viernes 4 de febrero de 2011, Britney Spears publicó el primer tráiler del video musical. Sin embargo, la publicación fue acompañada por un anuncio en donde sostuvo que aquel era el primero de los catorce tráileres que fueron publicados durante los catorce días que restaban, desde entonces, para el estreno del video musical. Todo representó a una de las campañas publicitarias más grandes destinadas a promover el estreno de un video musical.
Por su parte, antecediando al estreno del mismo, la revista Billboard realizó un sondeo para determinar a los diez mejores videos musicales de Britney Spears hasta entonces, de acuerdo a sus lectores. Los resultados del sondeo fueron publicados el mismo jueves 17 de febrero de 2011, solo horas antes del estreno del video musical de "Hold It Against Me". Estos arrojaron por ganador, con un considerable 27% de los votos, al video musical de "Toxic", el que fue dirigido por el director estadounidense Joseph Kahn en el año 2004 y cuyo costo fue estimado en un millón de dólares; el más elevado empleado en la creación de uno de los videos musicales de Britney Spears.

### Trama
La trama del video musical de "Hold It Against Me" se basa en la llegada de Britney Spears, desde el espacio exterior al planeta Tierra, en un intento de encontrar la fama. Este comienza con escenas de un meteorito que se estrella con la Tierra en el año 2011, en las cercanías de una gran ciudad sin iluminación. Tras ello, Britney Spears es mostrada en un estudio, con una vestimenta similar a ropa interior femenina, botas negras y un cinturón de balas; mientras sus bailarines se visten sugestivamente a su alrededor. Las escenas siguientes, correspondientes a las escenas del primer coro, muestran a la artista vestida de novia con sus brazos envueltos en cintas blancas, cantando y elevándose en medio de un gran tubo oscuro completamente cubierto de pantallas en las que transcurren escenas de su carrera y de sus videos musicales anteriores, especialmente de su icónico video musical debut, "...Baby One More Time" y Sometimes.
Las escenas siguientes muestran a Britney Spears cantando y bailando en el mismo estudio del comienzo, junto a sus bailarines. No obstante, en esta ocasión se interlazan primeros planos, en los que la cantante luce hombreras rojas brillantes y con forma de calavera, en un marco redondo conformado por centenares de micrófonos; además de escenas de los labios de la cantante, pintados con labial rojo e interpretando la letra de la canción, que se interlazan a modo de referencia de la escena inicial de la película The Rocky Horror Picture Show de 1975. Tras el comienzo del segundo coro, el video musical retorna a las escenas de la cantante en medio del tubo de pantallas. Sin embargo, en esta oportunidad salen, de debajo del vestido de novia de la artista, cuatro bailarines sin ojos, encapuchados y vestidos completamente de blanco, que realizan movimientos extraños mientras ella canta.
Ya al comienzo del puente de la canción, es mostrada una escena en la que Britney Spears, vestida de novia, sonríe diabólicamente y comienza a arrojar líquidos de colores, a través de vías entravenosas manipuladas por sus dedos. Ello, rociando, a modo de destrucción, absolutamente todo lo que se encuentra dentro del tubo, incluyendo a sí misma y a las pantallas donde se aprecian sus videos musicales. Es entonces cuando transcurren escenas simbólicas en las que se aprecia a dos Britney Spears luchando, vestidas de encaje negro y con tacones, de igual forma, y diferenciadas solo por sus respectivas colas de color rojo y azul como parte de sus atuendos. Ello, a modo de representación de una Britney Spears pública y una privada.
Tras la lucha, ambas versiones de la cantante caen muertas al suelo, tal y como ocurre, en el mismo instante, con su versión vestida de novia. Entonces se aprecian escenas de la silueta de Britney Spears y de sus bailarines, ejecutando pasos de baile en el estudio, y todas sus versiones caídas se levantan victoriosas. Allí el video musical arranca con su última secuencia de escenas, correspondiente a la parte dubstep de la canción, en donde Britney Spears canta y baila con aún más determinación que en sus escenas anteriores, vestida de negro con un corto vestido de cuero, guantes y botas, y rodeada por sus bailarines vestidos de negro y con mascarillas, mientras cae confeti y se disparan fuertes llamas de fuego en el estudio. Entonces la canción acaba, las luces del estudio se apagan y el video musical finaliza.

### Publicidad
El video musical de "Hold It Against Me" incorporó varias escenas destinadas a hacer publicidad por emplazamiento a una variada gama de productos. Ello, de una manera mucho más pronunciada que en videos musicales anteriores de Britney Spears, como "Circus" y "3", los cuales también incorporaron escenas destinadas a realizar dicho tipo de publicidad. Por su parte, en el video musical de "Hold It Against Me" fueron publicitados televisores y monitores de la empresa Sony, sombras de ojos de la línea Make Up Forever y el sitio web para buscar pareja Plenty of Fish; así como también el último perfume de Britney Spears, Radiance.

Sony, una de las marcas publicitadas en el video musical de "Hold It Against Me".

El resultado le generó a la cantante considerables ingresos totales estimados en medio millón de dólares; monto que se especula superior a la cantidad de dinero empleada para cubrir los costos totales del rodaje del video musical.
Por su parte, el sitio web Plenty of Fish experimentó un instantáneo aumento de vistas de un 20%, el día después del estreno del video musical. Ello, luego de transcurrido casi un año desde que el sitio también pagó para ser publicitado en el video musical de "Telephone" de Lady Gaga con Beyoncé, el que, coincidentemente, también fue dirigido por Jonas Åkerlund. Según TMZ, solo por conceptos de publicidad, Spears ganó medio millón de dólares.

### Vestuario
Todos los vestuarios utilizados por Britney Spears en el video musical de "Hold It Against Me" fueron ideados, co-ideados o codiseñados por la esposa del director sueco Jonas Åkerlund, la estilista y diseñadora B. Åkerlund, quien también trabajó por primera vez con la cantante y quien, para entonces, había trabajado con artistas de alto perfil como Madonna y Lady Gaga. De acuerdo a sus propias declaraciones, desde un comienzo ella tenía en mente una visión muy específica para el video musical; una visión con una mirada de alta costura de punk-rock con un toque de glamur, que quedó plasmada en los diversos vestuarios utilizados por Britney Spears en él. Al respecto, para uno de dichos vestuarios B. Åkerlund seleccionó un vestido de novia de la marca Tom Tom, guantes de la marca La Cracia y un collar de la marca Dannijo, y utilizó cristales Swarovski para cubrir las cintas blancas que envolvieron los brazos de la artista.
Para la escena de la lucha, la cantante y su doble usaron vestuarios hechos a sus medidas y seleccionados por B. Åkerlund, en conjunto con Falguni & Shane Peacock. Por su parte, Britney Spears usó zapatos de tacón alto de la marca XTC y, ambas versiones de la cantante, usaron un vestido de color púrpura oscuro con cola y otro vestido homólogo, pero en tonos de color rojo oscuro. De manera paralela, para la secuencia de baile inicial, Britney Spears vistió un traje creado por B. Åkerlund y Skin Graft Designs, lució joyas de la marca Tom Binns y usó sus propias botas, las que fueron decoradas con detalles y cubiertas con cristales Swarovski para la ocasión. Asimismo, para la secuencia del marco de micrófonos, Britney Spears utilizó hombreras de cráneo rojas, diseñadas por Yasmen Hussein para Swarovski Runway Rocks, y lució aretes y un collar Tom Binns y anillos de la marca Loree Rodkin. Finalmente, para la escena del desenlace, Britney Spears vistió un vestido negro exclusivo y muy ceñido de la marca Bordelle, lució un collar de la marca Noir y utilizó otras botas de su propiedad, las que también fueron decoradas con cristales Swarovski.

### Recibimiento
El video musical de "Hold It Against Me" contó, en términos generales, con un buen recibimiento por parte de los críticos, quienes le catalogaron como uno de los mejores videos musicales de Britney Spears, desde que la artista comenzó su regreso a la industria de la música en el año 2007. No obstante, este fue criticado por la masiva publicidad por emplazamiento que fue incorporada en sus escenas. De manera particular, Matthew Perpetua, de la revista Rolling Stone, le catalogó como un «asalto visual total», que mezclabada todo lo que se había llegado a esperar de Britney Spears, pues contaba con vestuarios sexies, una coreografía elaborada, pucheros de niña buena y pavoneos de chica mala. Paralelamente, Aaron Parsley, de la revista People, sostuvo que la mejor parte del video musical correspondía a las escenas de la lucha entre las dos versiones de Britney Spears. Asimismo, desaprobó su publicidad por emplazamiento.
Por su parte, Bill Lamb, periodista del sitio web About.com y especialista en música pop, sostuvo que el video musical de "Hold It Against Me" es «visualmente estelar». Asimismo, elogió los colores utilizados en él, los ángulos de cámara y la coreografía, así como también las escenas de lucha. Aunque también señaló que, en última instancia, era difícil saber si este tendría el impacto que tuvieron los videos musicales de "...Baby One More Time" y "Toxic"; el periodista sostuvo que, definitivamente, este era uno de los mejores videos musicales de Britney Spears. A su vez, la audiencia también le dio una buena recepción, lo que le llevó a acumular diez millones de visualizaciones en sus cinco primeros días en la cuenta de Vevo de Spears. Para agosto de 2015 contó con más de 110 millones de visitas en Vevo.

### Controversia
Britney fue acusada por los seguidores de la cantante Fey de haber copiado partes del videoclip de Lentamente. Se alegaron varias comparaciones es el caso del uso de alhajas, promoción de marcas electrónicas (Nokia por Fey y Sony por Britney), movimientos de manos similares y el tan discutido vestido blanco usado por ambas. 
Si bien ambos vídeos tienen un concepto acerca del futurismo, las comparaciones saltan a luz en que ambas cantantes hacen flotar el vestido en sus respectivos clips. Aunque fue una guerra originada por seguidores, lo cierto es que ninguna de las cantantes se ha referido al tema.

## Presentaciones
Rain Nightclub, Palms Casino Resort, Las Vegas

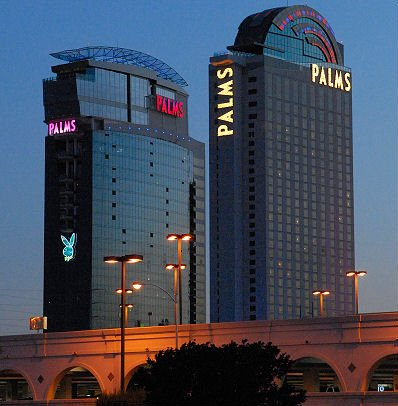
La primera presentación de «Hold It Against Me» fue realizada en el Rain Nightclub del Palms Casino Resort.

Las primeras presentaciones de «Hold It Against Me», fueron realizadas la noche del viernes 25 de marzo de 2011, instancia en la que Britney Spears realizó dos secuencias de presentaciones promocionales de Femme Fatale, correspondientes a una privada y una pública, ambas presentaciones fueron completamente en vivo, en el exclusivo Rain Nightclub del Palms Casino Resort de Las Vegas. Al respecto, el eje de los repertorios homólogos de éstas lo conformaron tres canciones de Femme Fatale: «Hold It Against Me» en la apertura; «Big Fat Bass» con extractos de corta duración de «Womanizer», «Gimme More», «I'm a Slave 4 U» y «3» en el desarrollo; y «Till the World Ends» al cierre. Dichas presentaciones fueron vistas por mil espectadores y grabadas por MTV, para ser incluidas en el documental especial Britney Spears: I Am the Femme Fatale, el que será transmitido el domingo 3 de abril de 2011 por la cadena de televisión por cable. No obstante, algunos tráileres del documental fueron dados a conocer en el especial web Britney Takeover, el que fue transmitido en el sitio web de MTV el martes 29 de marzo de 2011, día del lanzamiento de Femme Fatale en Estados Unidos.
Bill Graham Civic Auditorium, San Francisco
El domingo 27 de marzo de 2011, Britney Spears realizó un concierto gratuito en el Bill Graham Civic Auditorium de la ciudad estadounidense San Francisco, donde volvió a interpretar a «Hold It Against Me» como parte del mismo repertorio que utilizó en el Rain Nightclub del Palms Casino Resort de Las Vegas. Aquí Britney interpretó "Hold It Against Me" completamente en vivo, Por su parte, el concierto en el Bill Graham Civic Auditorium fue transmitido por televisión en Estados Unidos, el martes 29 de marzo de 2011, a través del matinal Good Morning America de la cadena ABC. Chris Willman de Yahoo! la catalogó como una de las peores presentaciones de la cantante.
Jimmy Kimmel Live! de ABC
El martes 29 de marzo de 2011, Britney Spears realizó una presentación televisiva en el programa nocturno Jimmy Kimmel Live! de ABC. En ella la cantante interpretó a los dos primeros sencillos de Femme Fatale: «Till the World Ends» en la apertura y «Hold It Against Me» al cierre, ambas canciones fueron interpretadas completamente en vivo.
Femme Fatale Tour
«Hold It Against Me» fue incluida en el repertorio del Femme Fatale Tour como canción de apertura, donde expresa su regreso a la música y la recuperación de su título "Princesa Del Pop" sentada en un trono plateado, Spears interpretó la canción completamente en vivo.

## Controversias
Supuesto plagio
Solo días después del estreno de "Hold It Against Me", el dúo country Bellamy Brothers sostuvo que se le había plagiado el título de su éxito de 1979, "If I Said You Have a Beautiful Body Would You Hold It Against Me". No obstante, el dúo señaló que no realizarían una demanda legal en contra de Britney Spears, pues su intención solo era dar a conocer su molestia por una supuesta «falta de originalidad» de los compositores de la canción. Por su parte, Brian Caplan, un abogado con más de veinte años de experiencia en casos de derechos de autor, sostuvo que si solo los títulos eran similares, las posibilidades de ganar el caso por parte de los Bellamy Brothers eran prácticamente nulas.
Las declaraciones de los Bellamy Brothers llevaron a que Dr. Luke y Max Martin los demandaran por difamación de información. Como resultado, la corte sostuvo que «Hold It Against Me» no representa ningún tipo de plagio a la canción del dúo country, por lo que la demanda fue ganada a favor de Spears. En respuesta, los Bellamy Brothers se disculparon públicamente por lo acontecido.

## Créditos
| - Britney Jean Spears — Voz - Dr. Luke — Producción, escritura, instrumentación y programación - Max Martin — Producción, escritura, instrumentación y programación - Bonnie McKee — Escritura, respaldos vocales - Billboard — Coproducción, escritura, instrumentación y programación - Myah Marie — Respaldos vocales | - Emily Wright — Ingeniería - Sam Holland — Ingeniería - Tim Roberts — Ingeniería - Vezna Gottwald — Ingeniería - John Hanes — Ingeniería - Serban Ghenea — Mezcla - Adrian Galo - Bailarín |

## Formatos
Digitales
| Descarga digital |                      |          |  |
| N.º              | Título               | Duración |  |
| 1.               | «Hold It Against Me» | 03:49    |  |

| Descarga digital |                                     |          |  |
| N.º              | Título                              | Duración |  |
| 1.               | «Hold It Against Me»                | 03:49    |  |
| 2.               | «Hold It Against Me» (Instrumental) | 03:49    |  |
| 3.               | «Hold It Against Me» (Con Flo Rida) | 03:35    |  |

| EP de remixes |                                                                  |          |  |
| N.º           | Título                                                           | Duración |  |
| 1.            | «Hold It Against Me» (Adrian Lux & Nause — Radio)                | 03:05    |  |
| 2.            | «Hold It Against Me» (Jumpsmokers — Club)                        | 06:02    |  |
| 3.            | «Hold It Against Me» (Ocelot — Club)                             | 06:14    |  |
| 4.            | «Hold It Against Me» (Smoke 'N Mirrors — Club)                   | 07:41    |  |
| 5.            | «Hold It Against Me» (Funk Generation — Radio)                   | 03:48    |  |
| 6.            | «Hold It Against Me» (Tracy Young Ferosh Anthem Mix — Full Club) | 08:38    |  |
| 7.            | «Hold It Against Me» (Abe Clements — Radio)                      | 04:02    |  |

## Rankings
Semanales
| País              | Ranking               | Primera semana | Posición de ingreso | Mejor posición | Semanas en la mejor posición | Semanas en el ranking | Última semana |
| ----------------- | --------------------- | -------------- | ------------------- | -------------- | ---------------------------- | --------------------- | ------------- |
| América del Norte |                       |                |                     |                |                              |                       |               |
| Canadá            | Canadian Hot 100      | 29-01-2011     | 1                   | 1              | 1                            | 16                    | 14-05-2011    |
| Estados Unidos    | Billboard Hot 100     | 29-01-2011     | 1                   | 1              | 1                            | 17                    | 21-05-2011    |
| Estados Unidos    | Digital Songs         | 29-01-2011     | 1                   | 1              | 1                            | 13                    | 23-04-2011    |
| Estados Unidos    | Radio Songs           | 29-01-2011     | 23                  | 5              | 2                            | 14                    | 30-04-2011    |
| Estados Unidos    | Pop Songs             | 29-01-2011     | 16                  | 3              | 1                            | 20                    | 11-06-2011    |
| Estados Unidos    | Dance/Club Play Songs | 12-02-2011     | 32                  | 1              | 1                            | 13                    | 07-05-2011    |
| América del Sur   |                       |                |                     |                |                              |                       |               |
| Chile             | Top 20 Singles        | 05-02-2011     | 18                  | 5              | 1                            | 8                     | 02-04-2011    |
| Asia              |                       |                |                     |                |                              |                       |               |
| Japón             | Japan Hot 100         | 05-02-2011     | 16                  | 8              | 1                            | 15                    | 14-05-2011    |
| Europa            |                       |                |                     |                |                              |                       |               |
| Alemania          | Top 100 Singles       | 12-03-2011     | 23                  | 23             | 1                            | 6                     | 16-04-2011    |
| Austria           | Top 75 Singles        | 25-02-2011     | 40                  | 16             | 1                            | 5                     | 25-03-2011    |
| Bélgica (Flandes) | Top 50 Singles        | 22-01-2011     | 2                   | 2              | 1                            | 9                     | 19-03-2011    |
| Bélgica (Valonia) | Top 50 Singles        | 22-01-2011     | 1                   | 1              | 1                            | 13                    | 16-04-2011    |
| Dinamarca         | Top 40 Singles        | 21-01-2011     | 1                   | 1              | 1                            | 8                     | 11-03-2011    |
| España            | Top 50 Singles        | 16-01-2011     | 6                   | 6              | 1                            | 9                     | 13-03-2011    |
| Finlandia         | Top 20 Singles        | 15-01-2011     | 11                  | 1              | 1                            | 10                    | 26-03-2011    |
| Francia           | Top 100 Singles       | 29-01-2011     | 39                  | 31             | 2                            | 14                    | 07-05-2011    |
| Irlanda           | Top 50 Singles        | 13-01-2011     | 6                   | 5              | 1                            | 9                     | 10-03-2011    |
| Italia            | Top 20 Singles        | 20-01-2011     | 2                   | 2              | 1                            | 1                     | 20-01-2011    |
| Noruega           | Top 20 Singles        | 18-01-2011     | 2                   | 2              | 1                            | 4                     | 08-02-2011    |
| Países Bajos      | Top 100 Singles       | 15-01-2011     | 20                  | 20             | 2                            | 9                     | 12-03-2011    |
| Reino Unido       | Top 75 Singles        | 23-01-2011     | 6                   | 6              | 1                            | 11                    | 10-04-2011    |
| Suecia            | Top 60 Singles        | 21-01-2011     | 10                  | 9              | 1                            | 15                    | 29-04-2011    |
| Suiza             | Top 75 Singles        | 30-01-2011     | 7                   | 7              | 1                            | 13                    | 24-04-2011    |
| Oceanía           |                       |                |                     |                |                              |                       |               |
| Australia         | Top 50 Singles        | 23-01-2011     | 10                  | 4              | 1                            | 12                    | 10-04-2011    |
| Nueva Zelanda     | Top 40 Singles        | 17-01-2011     | 1                   | 1              | 1                            | 8                     | 07-03-2011    |

| Predecesor: «Who's That Chick?» de David Guetta con Rihanna | Top 50 Singles (Valonia) — Sencillo número uno 22 de enero de 2011 — 29 de enero de 2011 | Sucesor: «Rolling in the Deep» de Adele                         |
| Predecesor: «Grenade» de Bruno Mars                         | Canadian Hot 100 — Sencillo número uno 29 de enero de 2011 — 5 de febrero de 2011        | Sucesor: «More» de Usher                                        |
| Predecesor: «Det burde ikk være sådan her» de Xander        | Top 40 Singles — Sencillo número uno 21 de enero de 2011 — 28 de enero de 2011           | Sucesor: «Out of It» de Fallulah                                |
| Predecesor: «Grenade» de Bruno Mars                         | Billboard Hot 100 — Sencillo número uno 29 de enero de 2011 — 5 de febrero de 2011       | Sucesor: «Grenade» de Bruno Mars                                |
| Predecesor: «Grenade» de Bruno Mars                         | Digital Songs — Sencillo número uno 29 de enero de 2011 — 5 de febrero de 2011           | Sucesor: «Grenade» de Bruno Mars                                |
| Predecesor: «Missä muruseni on» de Jenni Vartiainen         | Top 20 Singles — Sencillo número uno 19 de enero de 2011 — 26 de enero de 2011           | Sucesor: «Selvä päivä» de Petri Nygard                          |
| Predecesor: «Yeah 3x» de Chris Brown                        | Top 40 Singles — Sencillo número uno 17 de enero de 2011 — 24 de enero de 2011           | Sucesor: «Rise Up 2.0» de Six60                                 |
| Predecesor: «Move on Fast» de Ono                           | Dance/Club Play Songs — Sencillo número uno 19 de marzo de 2011 — 26 de marzo de 2011    | Sucesor: «Higher» de Taio Cruz con Travie McCoy y Kylie Minogue |

## Certificaciones
| América        |             |      |                        |         |         |
| Estados Unidos | RIAA        | 2023 | Doble disco de platino | 2 000   | [ 151 ] |
| México         | AMPROFON    | 2012 | Disco de oro           | 30 000  | [ 152 ] |
| Europa         |             |      |                        |         |         |
| Reino Unido    | BPI         | 2020 | Disco de plata         | 200 000 | [ 153 ] |
| Suecia         | IFPI Suecia | 2012 | Doble disco de platino | 80 000  | [ 154 ] |
| Oceanía        |             |      |                        |         |         |
| Australia      | ARIA        | 2011 | Disco de platino       | 70 000  | [ 61 ]  |
| Nueva Zelanda  | RIANZ       | 2011 | Disco de oro           | 7500    | [ 155 ] |